# Kilkis (couraçado)
O Kilkis (Κιλκίς) foi um couraçado pré-dreadnought operado pela Marinha Real Helênica, originalmente construído para a Marinha dos Estados Unidos como o USS Mississippi, a primeira embarcação da Classe Mississippi. Sua construção começou em maio de 1904 nos estaleiros da William Cramp & Sons e foi lançado ao mar em setembro do ano seguinte, sendo comissionado na frota norte-americana em fevereiro de 1908. Era armado com uma bateria principal composta por quatro canhões de 305 milímetros montados em duas torres de artilharia duplas, tinha um deslocamento carregado de mais de catorze mil toneladas e conseguia alcançar uma velocidade máxima de dezessete nós.
O Mississippi serviu com a Frota do Atlântico entre 1909 e 1912, com suas principais atividades consistindo em exercícios de rotina. Ele visitou a Europa em 1910 junto com outros navios e em 1912 transportou fuzileiros navais para Cuba a fim de lidar com agitações locais. O navio depois disso foi colocado na reserva por ser considerado muito lento, porém foi reativado em janeiro de 1914 para ser usado como suporte de aviação na Estação Aeronaval de Pensacola, atuando como tal durante ocupação estadunidense de Veracruz em abril. Os Estados Unidos estavam prestes a descartar a embarcação, porém ela foi adquirida em julho pela Grécia como uma medida para conter o Império Otomano.
Foi renomeado para Kilkis e tornou-se a capitânia da Marinha Real Helênica. Durante a Primeira Guerra Mundial foi usado apenas como navio de defesa de costa e nunca entrou em combate, mas depois atuou na intervenção dos Aliados na Guerra Civil Russa e na Guerra Greco-Turca de 1919–22, apoiando desembarques na Turquia e depois a retirada das forças gregas. Foi removido das funções ativas em 1930 e colocado na reserva em 1932, sendo usado como navio-escola até o início da Segunda Guerra Mundial. Foi atacado por bombardeiros de mergulho em Salamina durante a invasão alemã da Grécia e afundado em 23 de abril de 1941, sendo desmontado depois da guerra.

## Projeto

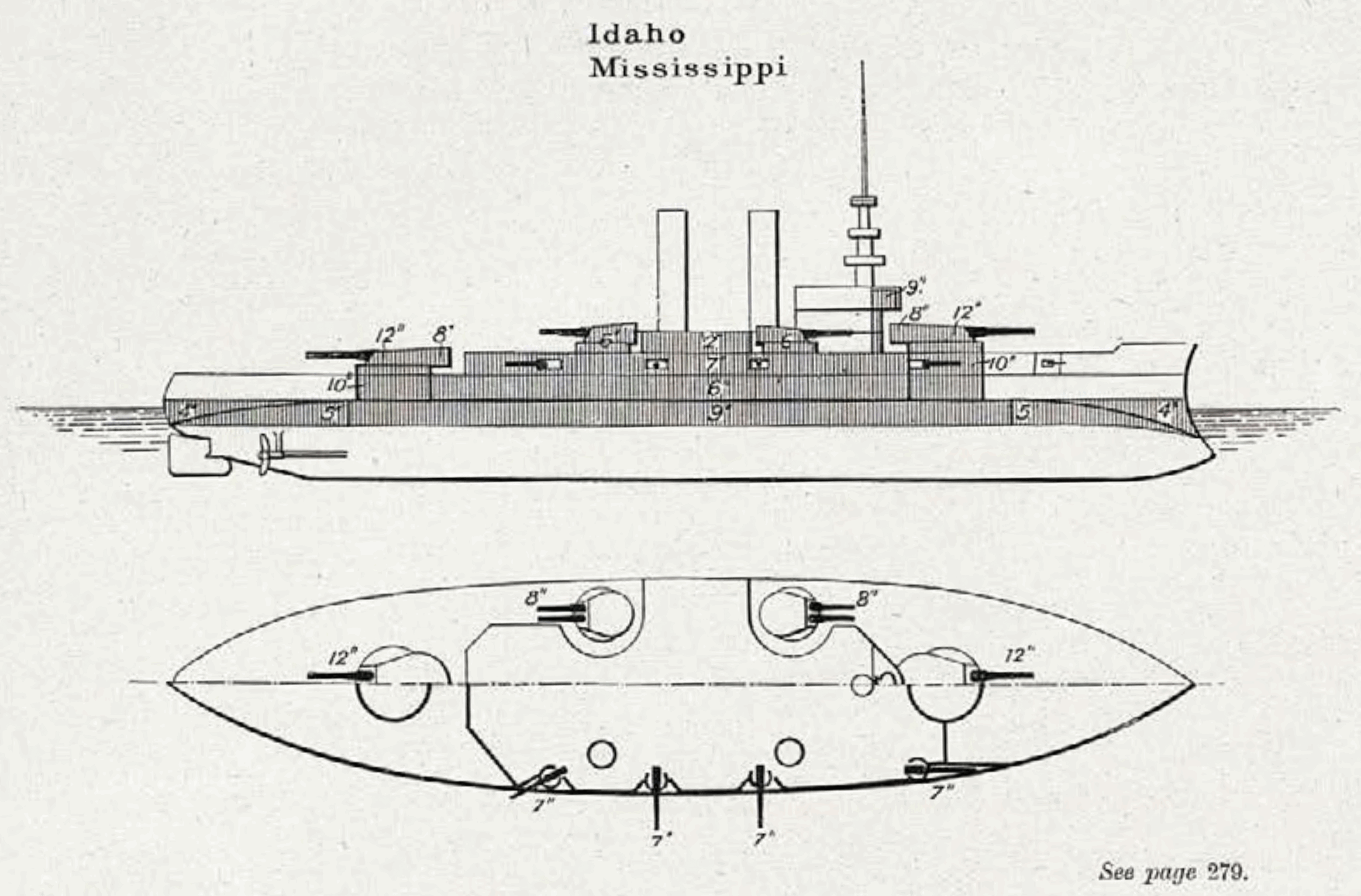
Desenho da Classe Mississippi

As duas embarcações da classe Mississippi foram encomendadas sob os termos das apropriações navais de 1903, que estipulavam um deslocamento máximo de 13 209 toneladas. O limite foi um esforço liderado por oficiais navais seniores, incluindo o almirante George Dewey e o capitão Alfred Thayer Mahan, que acreditavam que uma força de encouraçados pré-dreadnought menores, mas mais numerosos, atenderia melhor às necessidades da marinha. Elementos no Congresso também se opuseram ao tamanho continuamente crescente e, mais importante, ao custo de cada novo projeto. O deslocamento limitado totalizou uma redução de 3 048 toneladas em comparação com a classe anterior, que exigia reduções significativas na velocidade, armamento e blindagem, tornando-os projetos ruins, incapazes de servir com a frota principal e levando ao seu descarte rápido.
O Mississippi tinha 116 metros de comprimento total com uma boca de 23 metros e um calado de 7,52 metros. Ele deslocou 13 209 toneladas conforme projetado e até 14 697 em plena carga. O navio era movido por motores a vapor verticais de expansão tripla com dois eixos com vapor fornecido por oito caldeiras Babcock & Wilcox movidas a carvão que eram canalizadas em dois funis. Os motores foram projetados para produzir 10 mil cavalos indicados de potência para uma velocidade máxima de dezessete nós (31 quilômetros por hora). Mastros de treliça foram instalados em 1909. Ele tinha uma tripulação de 744 oficiais e homens alistados.
O navio estava armado com uma bateria principal de quatro canhões de 305 milímetros/45 calibres em duas torres gêmeas, uma em cada extremidade da superestrutura. Oito canhões de 203 milímetros/45 calibres foram montados em quatro torres gêmeas, duas nas laterais e duas ao meio do navio. A bateria secundária foi completada com oito canhões de 178 milímetros/45 calibres montados individualmente em casamatas ao longo do comprimento do casco, dois a menos que a classe Connecticut. A defesa de curto alcance contra torpedeiros era fornecida por uma bateria de doze canhões de 76 milímetros/50 calibres (em comparação com vinte a bordo dos Connecticuts), seis canhões de 3 libras e dois canhões de 1 libra. O sistema de armamento do navio foi completado por dois tubos de torpedo de 533 milímetros submersos em seu casco.
O cinturão blindado do navio era 178 a 229 milímetros de espessura e, reduzia para cem a 180 milímetros em cada extremidade. Isso representou uma redução de cinquenta milímetros em comparação com os Connecticuts. As torres de canhão da bateria principal tinham 305 milímetros em suas faces, montadas sobre barbetas com 250 milímetros de espessura. Sua bateria secundária foi protegida por 180 milímetros de blindagem lateral. A torre de comando dianteira tinha 229 milímetros nos lados.

## Histórico de serviço

### Carreira nos Estados Unidos

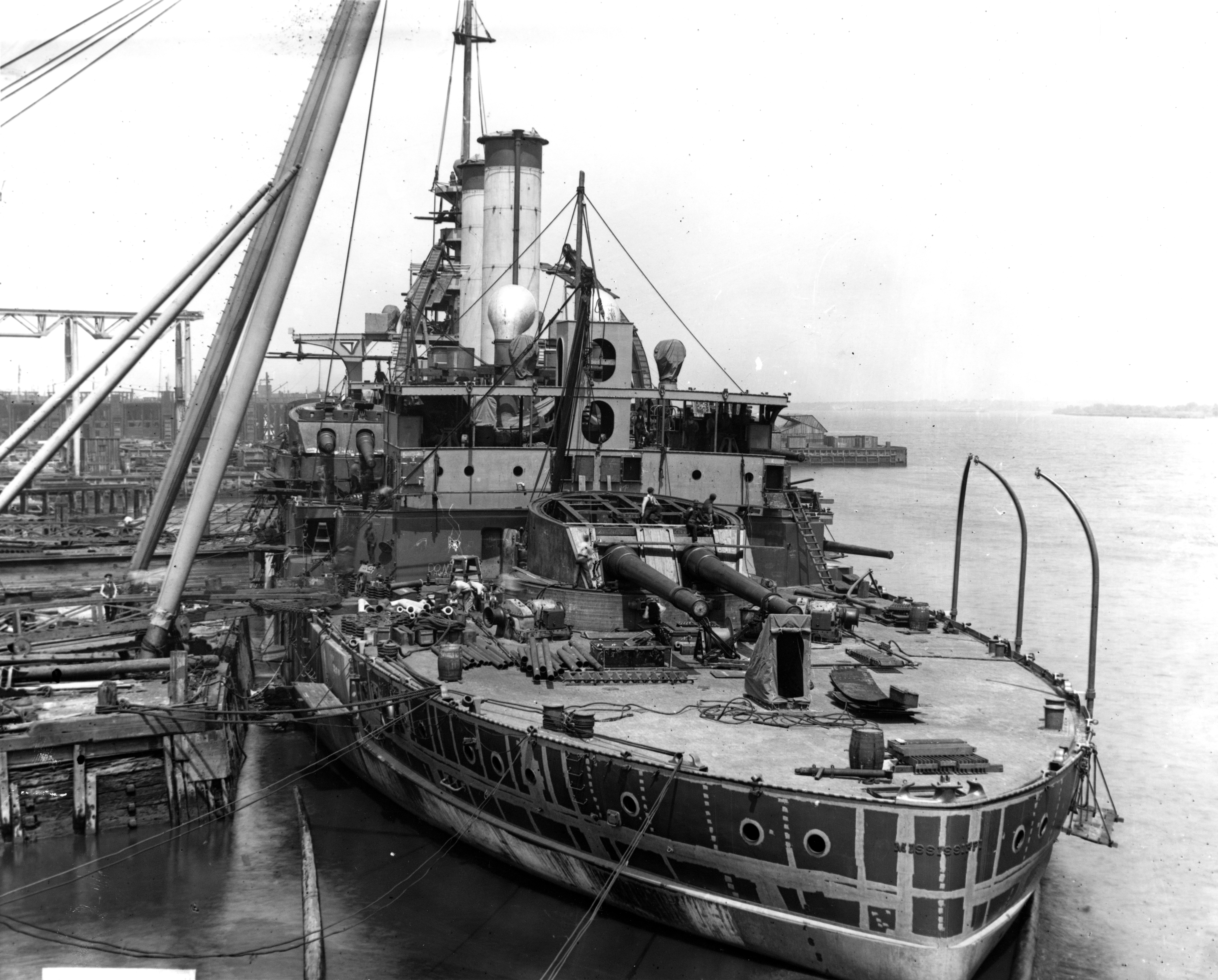
O Mississippi durante a adaptação

#### Construção – 1910
Batido no estaleiro William Cramp & Sons na Filadélfia em 12 de maio de 1904, o navio foi lançado em 30 de setembro de 1905 e foi comissionado na Marinha dos Estados Unidos em 1º de janeiro de 1908 como USS Mississippi. O navio deixou a Filadélfia em 15 de fevereiro para iniciar os testes de mar que duraram de 24 de fevereiro a 9 de março. Ele foi para o Estaleiro Naval da Filadélfia para os ajustes finais em 15 de março e embarcou em novos testes a partir de 1º de julho. Ao longo dos meses seguintes, visitou vários portos ao longo da costa leste dos Estados Unidos antes de retornar à Filadélfia em 10 de setembro para reparos que duraram até 1909.
Em 16 de janeiro de 1909, o Mississippi deixou a Filadélfia, com destino a Key West, Flórida, por meio de Hampton Roads. Lá, juntou-se ao Maine e os dois navios seguiram para o sul até Havana, Cuba em 25 de janeiro, onde representaram os Estados Unidos na cerimônia de posse do presidente José Miguel Gómez. Em 28 de janeiro, ele foi para a Baía de Guantánamo e depois cruzou a área até 10 de fevereiro, quando foi designado para a Terceira Divisão da Frota do Atlântico. O navio presenciou o retorno da Grande Frota Branca em Hampton Roads e esteve presente para a revisão naval no porto em 22 de fevereiro. O Mississippi voltou à Baía de Guantánamo em 8 de março para treinamento de artilharia lá em abril. De lá, o navio cruzou o Mar do Caribe para subir o rio Mississippi até o norte de Natchez, Mississippi. Ele então voltou para a costa leste dos Estados Unidos, parando na Filadélfia em junho e depois em Eastport, Maine, para as comemorações do Dia da Independência em 4 de julho. Mais treinamento de artilharia se seguiu na Baía de Cape Cod, junto com manobras com a Frota do Atlântico e várias visitas a portos até setembro. Essas operações culminaram na Celebração Hudson-Fulton em setembro e outubro. Após manutenção periódica na Filadélfia em outubro, o encouraçado visitou Nova Orleans e outros portos da área antes de retornar para mais reparos na Filadélfia.
O Mississippi partiu em 5 de janeiro de 1910, novamente com destino a Cuba, onde se juntou às outras unidades da Frota do Atlântico para treinamento de 12 de janeiro a 24 de março. Ele então navegou para Hampton Roads, chegando lá em 4 de abril e participando da prática de tiro ao alvo até 28 de abril. Mais reparos se seguiram na Filadélfia, durando até 16 de julho. O encouraçado então conduziu o treinamento de torpedo no Maine ao final de julho antes de embarcar um contingente da Milícia Naval de Rhode Island para treinamento no mar que incluiu mais exercícios de torpedo. Em agosto, ele navegou para o sul até Hampton Roads para mais treinamento de tiro e prática de batalha com a frota até setembro. Outra passagem pelo Estaleiro Naval da Filadélfia ocorreu de 5 de outubro a 1º de novembro, após a qual ele e o restante da Terceira Divisão cruzaram o Atlântico para visitar a Europa, incluindo paradas em Gravesend, Reino Unido e Brest, França. No caminho de volta para as águas cubanas, os navios realizaram uma simulação de batalha.

#### 1911–1914

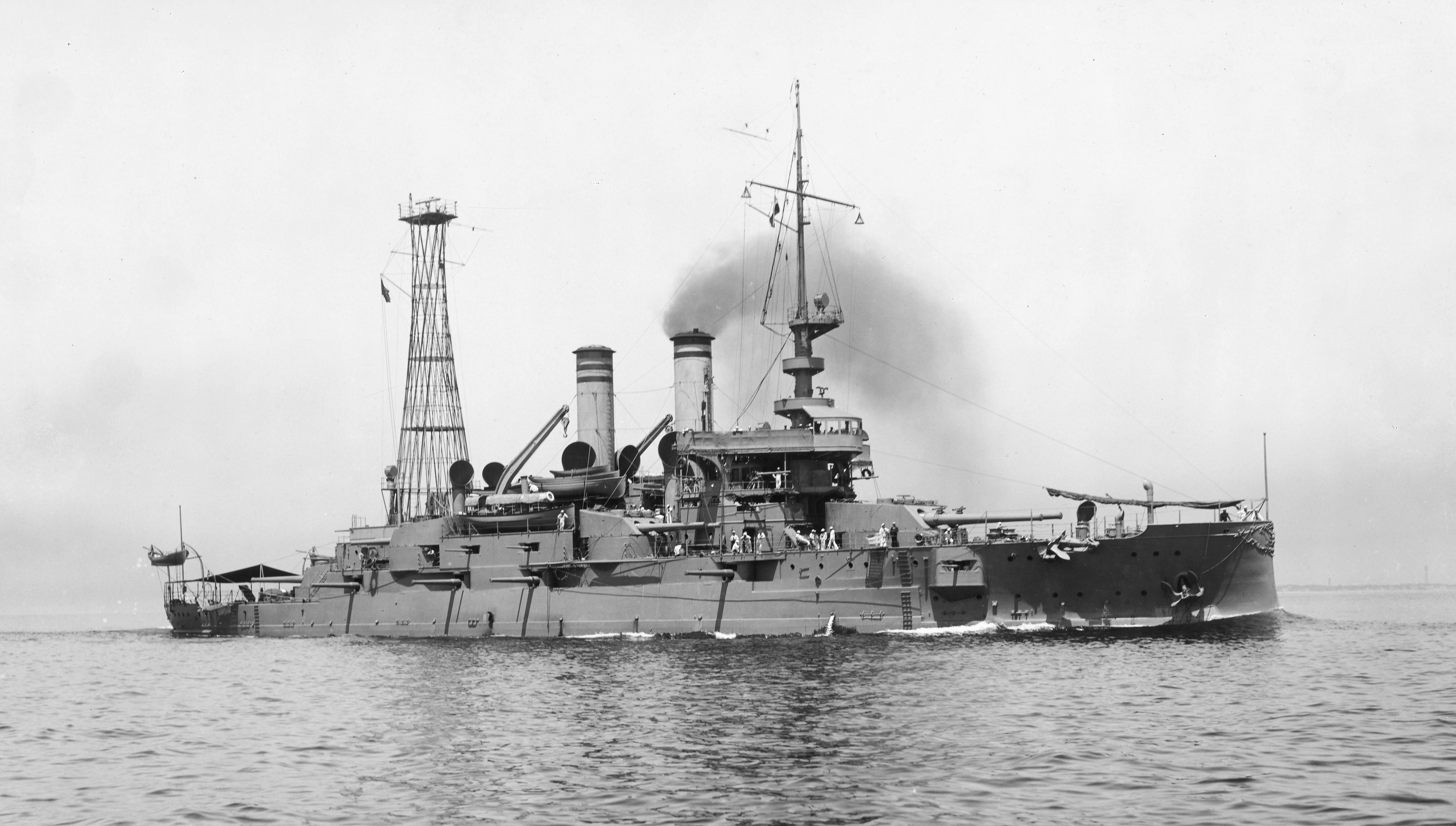
O Mississippi depois que seu mastro treliçado de popa foi instalado em 1909

Em 13 de janeiro de 1911, o Mississippi chegou à Baía de Guantánamo e passou os dois meses seguintes conduzindo várias manobras com a Frota do Atlântico. Ele deixou a área em 13 de março e chegou a Hampton Roads quatro dias depois. O treinamento adicional ocorreu no mês seguinte, após o qual voltou à Filadélfia para manutenção periódica que durou de 12 de abril a 1º de maio. Posteriormente, cruzou a costa leste dos Estados Unidos na companhia de outros navios da divisão e entrou no Golfo do México, seguindo até Galveston, Texas. O Mississippi embarcou um grupo da Milícia Naval de Nova York para um cruzeiro de treinamento que durou de 13 a 22 de julho e, em agosto, participou de manobras com torpedeiros na costa de Massachusetts. Ele voltou a Hampton Roads em 24 de agosto para encontrar o resto da frota para o treino de tiro. O navio participou de uma revisão naval para o presidente William Howard Taft no North River em 1º de novembro.
O navio então retornou a Hampton Roads para treinamento com o Segundo Esquadrão antes de parar em Newport News, Virgínia em 24 de novembro. Outro período de reparos na Filadélfia ocorreu de 8 de dezembro a 16 de março de 1912, quando a embarcação partiu para se juntar à frota em Hampton Roads. Ele participou de vários exercícios de treinamento até 22 de abril, quando foi destacado da frota para testes de cruzeiro em Provincetown, Massachusetts. Seu esquadrão se juntou a ele em 15 de maio para exercícios que começaram cinco dias depois. Em 26 de maio, o Mississippi, sete outros encouraçados e o cruzador blindado Washington, embarcaram em um contingente de fuzileiros navais do 2.º Regimento e os levaram para Cuba, onde ajudaram o governo cubano a reprimir a Rebelião dos Negros. A frota chegou em 19 de junho, desembarcou dos fuzileiros navais e permaneceu na Baía de Guantánamo até que as condições do país melhorassem, permitindo a saída da frota para treinamento. As manobras da frota e da divisão começaram em 10 de julho na costa de Rhode Island e Connecticut e em 1º de agosto, o Mississippi foi para a Filadélfia, onde foi colocado na reserva.

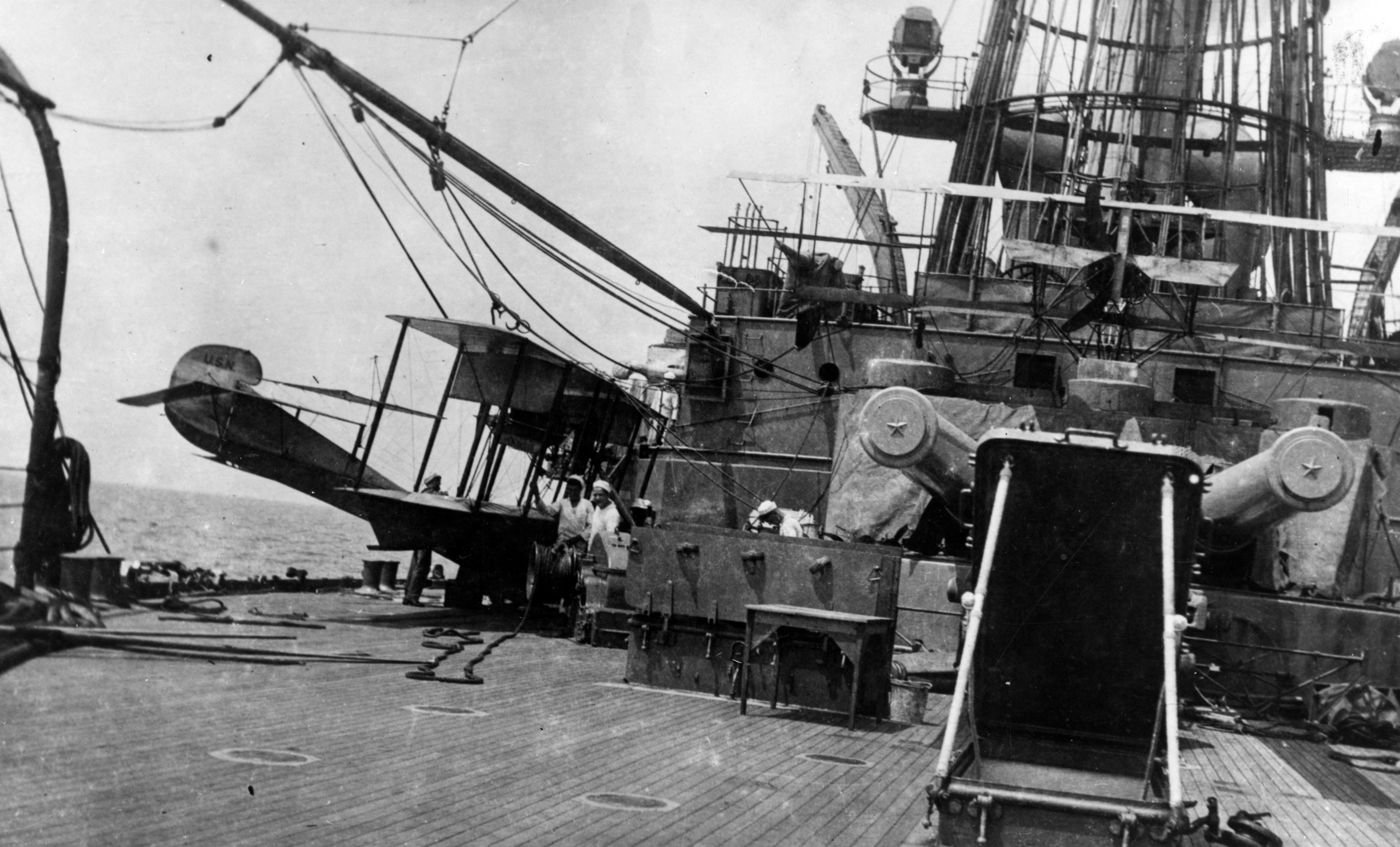
O Mississippi, com um hidroavião Curtiss AB a bordo do navio

A belonave permaneceu na Frota de Reserva do Atlântico até 30 de dezembro de 1913, quando foi enviada para Pensacola, Flórida, para ser usada como navio de apoio para a criação da Estação Aérea Naval de Pensacola. O navio assumiu um grupo de nove oficiais e vinte e três homens alistados junto com aeronaves e outros equipamentos. Ele chegou lá em 20 de janeiro de 1914, onde os homens começaram a estabelecer a base. Em abril, o Mississippi recebeu ordens para transportar um destacamento de quinhentos homens do 2.º regimento dos fuzileiros navais, que já havia se transferido para Pensacola, para Tampico, México, após o Incidente de Tampico, que viu um pequeno confronto entre soldados mexicanos e marinheiros americanos. Ele também carregava um par de hidroaviões e equipamentos de apoio. O navio partiu para Veracruz, no México, no dia 21 de abril, chegando lá quatro dias depois. Em 25 de abril, um Curtiss Model F que carregava voou no primeiro uso operacional de aeronave naval, realizando um voo de reconhecimento de 28 minutos sobre o porto. No dia seguinte, ele transferiu os dois hidroaviões para a costa, junto com suas equipes de terra e outros equipamentos. A aeronave operou sob o comando de Patrick N.L. Bellinger na área por um mês e meio durante a ocupação de Veracruz, realizando reconhecimento e vasculhando o mar circundante em busca de minas navais, com o apoio de homens do Mississippi. No final de maio, o navio partiu para Pensacola, onde permaneceu até 28 de junho, depois disso navegando para o norte para Hampton Roads.
A Grécia se envolveu em uma corrida armamentista naval com o Império Otomano no início da década de 1910; em 1910, os otomanos compraram um par de pré-dreadnoughts alemães (rebatizados de Barbaros Hayreddin e Turgut Reis) e encomendaram encouraçados da Grã-Bretanha em 1911 e 1914. A Marinha Helênica encomendou o dreadnought Salamis da Alemanha em 1913 e o dreadnought Basileus Konstantinos da França em resposta. Como medida provisória, os gregos compraram o Mississippi e Idaho da Marinha dos Estados Unidos. O governo grego comprou os navios por meio de um intermediário, o construtor naval Fred Gauntlett, que os adquiriu em 8 de julho e os entregou à Grécia. Dois dias depois, o Mississippi e Idaho foram levados para Newport News e foram desativados e transferidos para a Marinha Grega em 21 de julho. Rebatizados de Kilkis e Lemnos, respectivamente, eles rapidamente deixaram os Estados Unidos após sua transferência devido às crescentes tensões na Europa após o assassinato do arquiduque Francisco Ferdinando da Áustria no mês anterior. Depois de chegar à Grécia, Kilkis tornou-se a nau capitânia da frota grega.

### Carreira grega

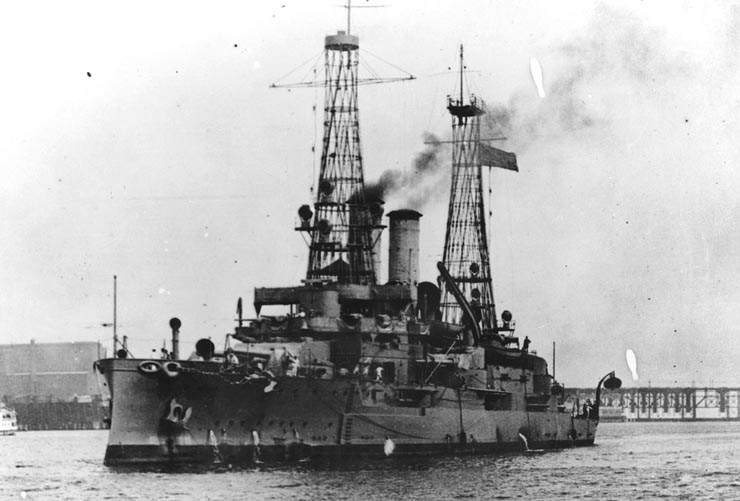
O Kilkis ou Lemnos no porto nos Estados Unidos

Com a eclosão da Primeira Guerra Mundial em julho de 1914, o monarca pró-alemão da Grécia, Constantino I, decidiu permanecer neutro, então os navios não entraram em ação. As potências da Entente desembarcaram tropas em Salônica em 1915, o que foi uma fonte de tensão entre a França e a Grécia. No final das contas, os franceses tomaram a Marinha Helênica em 19 de outubro de 1916 (Noemvriana e Cisma Nacional). O Kilkis foi reduzido a uma tripulação mínima e teve os blocos de culatra de suas armas removidos para torná-las inoperáveis. Todas as munições e torpedos também foram removidos. Por fim, um governo pró-Entente substituiu Constantino e declarou guerra às Potências Centrais. O Kilkis, no entanto, não prestou serviço ativo com os novos aliados da Grécia, e, em vez disso, foi usado apenas para defesa do porto até o final da guerra.
Após o fim da Primeira Guerra Mundial, o Kilkis prestou serviço na intervenção aliada na Guerra Civil Russa no Mar Negro. Enquanto apoiava as forças francesas e britânicas que defendiam Sevastopol em abril de 1919, o Kilkis observou motins em vários encouraçados franceses. Sua tripulação provocou os amotinados franceses pendurando um manequim na verga. O encouraçado então voltou para a Grécia. Durante a subsequente Guerra Greco-Turca, o navio serviu no apoio aos desembarques para tomar o território otomano. Em 15 de maio de 1919, ele e um par de contratorpedeiros escoltaram um comboio de seis transportes transportando as tropas que empreenderam a ocupação de Smyrna e seus arredores. O Kilkis transportava o contra-almirante Kaloulides, que posteriormente serviu como governador militar da cidade. A Marinha Otomana havia sido "confiscada" pelos Aliados após o fim da Primeira Guerra Mundial e, portanto, não se opôs às atividades da Marinha Real Helênica.
Em março de 1920, o Kilkis estava estacionado em Constantinopla como parte de uma frota aliada, composta principalmente por navios de guerra britânicos. As tripulações dos navios praticaram operações de desembarque para apoiar a guarnição que ocupava a cidade, mas no evento apenas as tripulações dos navios britânicos desembarcaram. O encouraçado deixou o teatro para representar a Grécia durante a revisão de frota em Spithead para homenagear o rei George V em seu aniversário, 3 de junho de 1920. Em julho, o Kilkis e um par de destróieres escoltaram um comboio que transportava 7 mil soldados de infantaria, mil artilheiros, e 4 mil mulas para Panderma. Entre as embarcações gregas que apoiaram os desembarques com o Kilkis estavam o cruzador blindado Georgios Averof e os contratorpedeiros Aetos, Leon e Lerax, e um navio-hospital. Os desembarques também ocorreram em Eregli, do outro lado do Mar de Mármora. Em 19 de julho, o encouraçado partiu com vários navios de transporte e o porta-aviões britânico HMS Ark Royal, que forneceu reconhecimento aéreo para as forças gregas. As operações chegaram ao fim em setembro de 1922, quando o exército grego foi forçado a evacuar por mar, junto com um número considerável de civis, da Ásia Menor. A frota transportou um total de 250 mil soldados e civis durante a evacuação. Kilkis e Lemnos partiram de Smyrna na noite de 8 de setembro.

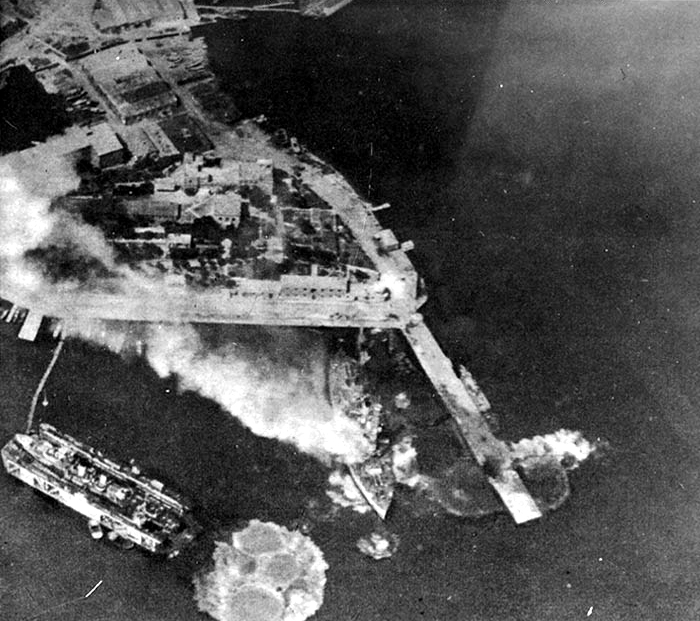
O Kilkis sob ataque de bombardeiros alemães

O Kilkis passou por reparos e atualizações em 1926–1928, mas já estava obsoleto devido à baixa velocidade e borda livre inadequada. O navio teve suas caldeiras reajustadas durante esta reforma. Em 29 de novembro de 1929, a Marinha Helênica anunciou que o Kilkis seria retirado de serviço e desmontado para sucata. Consequentemente, em 1930, Georgios Averof o substituiu como a nau capitânia da frota. No entanto, o encouraçado permaneceu em serviço com a frota até 1932. O navio foi então retirado da frota ativa e usado como navio de treinamento. Uma insurreição fracassada na frota grega em março de 1935 levou o Kilkis a ser reativado em resposta à captura de Georgios Averof pelos revolucionários. Após o colapso da revolta, o encouraçado foi usado como navio de treinamento para o pessoal das baterias antiaéreas.

#### Segunda Guerra Mundial
Em 28 de outubro de 1940, a Itália invadiu a Grécia, iniciando a Guerra Greco-Italiana como parte das ambições expansionistas do ditador italiano Benito Mussolini. O exército grego rapidamente derrotou os italianos e os empurrou de volta para a Albânia. Menos de duas semanas depois, a frota italiana foi seriamente danificada no ataque britânico a Tarento, o que reduziu significativamente a ameaça que a Regia Marina italiana representava para a frota grega. Desde o início do conflito, o Kilkis foi usado como uma bateria flutuante baseada em Salamina. Canhões sobressalentes de Kilkis e Lemnos foram empregados como baterias costeiras em toda a Grécia.
Em 6 de abril de 1941, a Wehrmacht invadiu a Grécia para apoiar seu aliado italiano no impasse do conflito. Os planejadores britânicos sugeriram usar o navio para bloquear o Canal de Corinto, afundando-o na entrada sul do canal, mas os gregos recusaram, preferindo usar o navio como quartel caso tivessem que se retirar de Salamina. O navio foi atacado na Base Naval de Salamis por bombardeiros de mergulho Ju 87 Stuka em 23 de abril de 1941, durante a invasão alemã. O encouraçado tentou fugir dos ataques, mas foi atingido por várias bombas e afundou no porto. Seu naufrágio foi reflutuado e desmontado para sucata na década de 1950.